# فرنسيسكو نونيز تيكسيرا
فرنسيسكو نونيز تيكسيرا هو قسيس برتغالي وموزمبيقي، ولد في 26 يناير 1910، وتوفي في 2 مارس 1999.